# نیتروبنزن
نیتروبنزن (به انگلیسی: Nitrobenzene) با فرمول شیمیایی C۶H۵NO۲ یک ترکیب شیمیایی با شناسه پاب‌کم ۷۴۱۶ است. که جرم مولی آن ۱۲۳٫۰۶ g/mol است. شکل ظاهری این ترکیب، مایع مایل به زرد است و بویی شبیه بوی بادام دارد. پس از انجماد به شکل بلورهایی به رنگ زرد-سبز در می‌آید. نیتروبنزن در مقیاس کلان به عنوان پیشماده ای برای تهیه آنیلین، از بنزن به دست می‌آید. در آزمایشگاه از آن به عنوان حلال، به ویژه برای واکنشگرهای الکتروفیل، استفاده می‌شود.

## تهیه
نیتروبنزن را به عنوان پیش‌ماده ای برای ساخت آنیلین، از نیتراسیون بنزن با مخلوطی از سولفوریک اسید غلیظ و نیتریک اسید، که گاهی اوقات «اسید مختلط» نامیده می‌شود، تهیه می‌کنند. تهیه نیتروبنزن یکی از خطرناک‌ترین فرایندها در صنایع شیمیایی است چرا که واکنش آن بسیار گرمازا است (ΔH = −117 kJ/mol).

در سال ۱۹۸۵ ظرفیت جهانی تولید نیتروبنزن حدود ۱٬۷۰۰٬۰۰۰ تن بود.
مکانیسم نیتراسیون
واکنش نیتراسیون شامل ایجاد یون نیترونیوم ()، همراه با واکنش جانشینی الکتروفیلی آروماتیک بنزن می‌باشد. یون نیترونیوم از آبگیری نیتریک اسید توسط یک عامل آبگیر اسیدی که معمولاً سولفوریک اسید غلیظ است، تولید می‌شود:
{\displaystyle {\ce {HNO3 + H^+ <=> NO2^+ + H2O}}}

## موارد استفاده
تقریباً ۹۵٪ نیتروبنزن برای تهیه آنیلین که پیش‌ماده‌ای در ساخت مواد شیمیایی مورد استفاده در لاستیک، آفت‌کش‌ها، رنگ‌ها، مواد منفجره و مواد دارویی است، مصرف می‌شود.

### موارد مصرف ویژه
نیتروبنزن به عنوان ماده ای برای کاهش بوهای نامطبوع در پولیش کفپوش و کفش، مصنوعات چرمی، حلال رنگ‌ها و مواد دیگر استفاده می‌شود. نیتروبنزن تقطیرمجدد شده را به عنوان ماده معطر ارزان قیمت در ساخت صابون استفاده می‌کنند. البته این ماده با مواد با سمیت کمتر جایگزین شده‌است. بازار تجاری ویژه نیتروبنزن در ساخت استامینوفن است (مانسویل 1991). همچنین نیتروبنزن به علت بالا بودن غیرعادی ثابت کِر آن، در سلول کر (به انگلیسی: Kerr cell) استفاده می‌شود. مدارک نشان می‌دهند که نیتروبنزن می‌تواند به عنوان محرک رشد/گلدهی گیاهان در کشاورزی استفاده شود.

### واکنش‌های آلی
نیتروبنزن، علاوه بر تبدیل به آنیلین، نیتروبنزن به‌طور انتخابی به مشتقات مشابه دیگری مانند آزوبنزن، آزوکسی‌بنزن، نیتروزوبنزن، هیدرازوبنزن و فنیل هیدروکسیل آمین کاهش می‌یابد. همچنین نیتروبنزن به عنوان اکسیدکننده ملایم در واکنش‌هایی مانند سنتز کینولین اسکراپ استفاده می‌شود

## ایمنی
نیتروبزن به شدت سمّی است (حدآستانه 5mg/m3) و به آسانی توسط پوست جذب می‌شود.
تماس مداوم با آن می‌تواند منجر به صدمه دیدن سیستم عصبی مرکزی، اختلال بینایی، آسیب کبدی و کلیوی، کم خونی و التهاب ریه شود. تنفس بخار آن باعث سردرد، تهوع، احساس خستگی، سرگیجه، سیانوز و سستی دست و پا شود. جذب پوستی آن آسان است و می‌تواند باعث افزایش ضربان قلب، تشنج و به ندرت مرگ شود. خوردن آن نیز می‌تواند به‌طور مشابه به وجود آورنده سردرد، سرگیجه، تهوع، استفراغ، ناراحتی معده و خونریزی داخلی شود.

### سرطانزایی
نیتروبنزن توسط آژانس حفاظت از محیط‌زیست ایالات متحده با عوان احتمالاً سرطانزا درنظر گرفته شده‌است، همچنین IARC این ماده را در لیست مواد سرطانزای گروه 2B به معنای «احتمالاً سرطانزا برای انسان» دسته‌بندی کرده‌است. نیتروبنزن در رت‌ها باعث آدنوما و کارسینومای کبدی، کلیوی و تیروئیدی شده‌است.

### دیگر موارد
نیتروبنزن به عنوان ماده ای بسیار خطرناک شناخته شده و در ایالات متحده آمریکا، بنابر: Section 302 of the U.S. Emergency Planning and Community Right-to-Know Act (42 U.S.C. 11002) طبقه‌بندی شده‌است و تأسیساتی که این ماده را تولید، ذخیره یا مصرف می‌کنند مشمول گزارش‌دهی دقیق هستند.